# Географія Британських Віргінських Островів
Британські Віргінські Острови — північноамериканська країна, що знаходиться в групі Малих Антильських островів Карибського регіону. Загальна площа країни 151 км² (220-те місце у світі), з яких на суходіл припадає 151 км², а на поверхню внутрішніх вод — 0 км². Площа країни приблизно дорівнює площі Голосіївського району міста Києва. 

## Назва
Офіційна назва — British Virgin Islands (англ. British Virgin Islands, BVI). Назва країни походить від назви Віргінського архіпелагу. Христофор Колумб, відкривши ланцюг численних островів на північному сході Карибського моря 1493 року, назвав їх на честь Святої Урсули та її 11 тис. дів послідовниць (англ. vergini), що були замордовані під час повернення з паломництва до Риму. Скорочено Острови Дів, або Віргіни (ісп. Islas de las Virgenes). Після переходу островів під британську корону назва архіпелагу переосмислюється на честь королеви-діви Єлизавети I (англ. Virgin Islands).

## Географічне положення
Британські Віргінські Острови — північноамериканська острівна країна, що не має сухопутного державного кордону. Британські Віргінські Острови на півдні омиваються водами Карибського моря, на півночі — безпосередньо водами Атлантичного океану. На заході від островів лежить американське Пуерто-Рико; на південному заході — американська частина архіпелагу, Американські Віргінські Острови; на сході — британська заморська територія, Ангілья. Загальна довжина морського узбережжя 80 км.
Згідно з Конвенцією Організації Об'єднаних Націй з морського права (UNCLOS) 1982 року, протяжність територіальних вод архіпелагу встановлено в 3 морських милі. Виключна рибальська зона встановлена на відстань 200 морських миль (370,4 км) від узбережжя.

### Час
Час у Британських Віргінських Островах: UTC-4 (-6 годин різниці часу з Києвом).

## Геологія

### Корисні копалини
Надра Британських Віргінських Островів не багаті на корисні копалини, розвідані запаси і поклади відсутні.

## Рельєф
Середні висоти — дані відсутні; найнижча точка — рівень вод Карибського моря (0 м); найвища точка — гора Маунт-Сейдж (521 м).

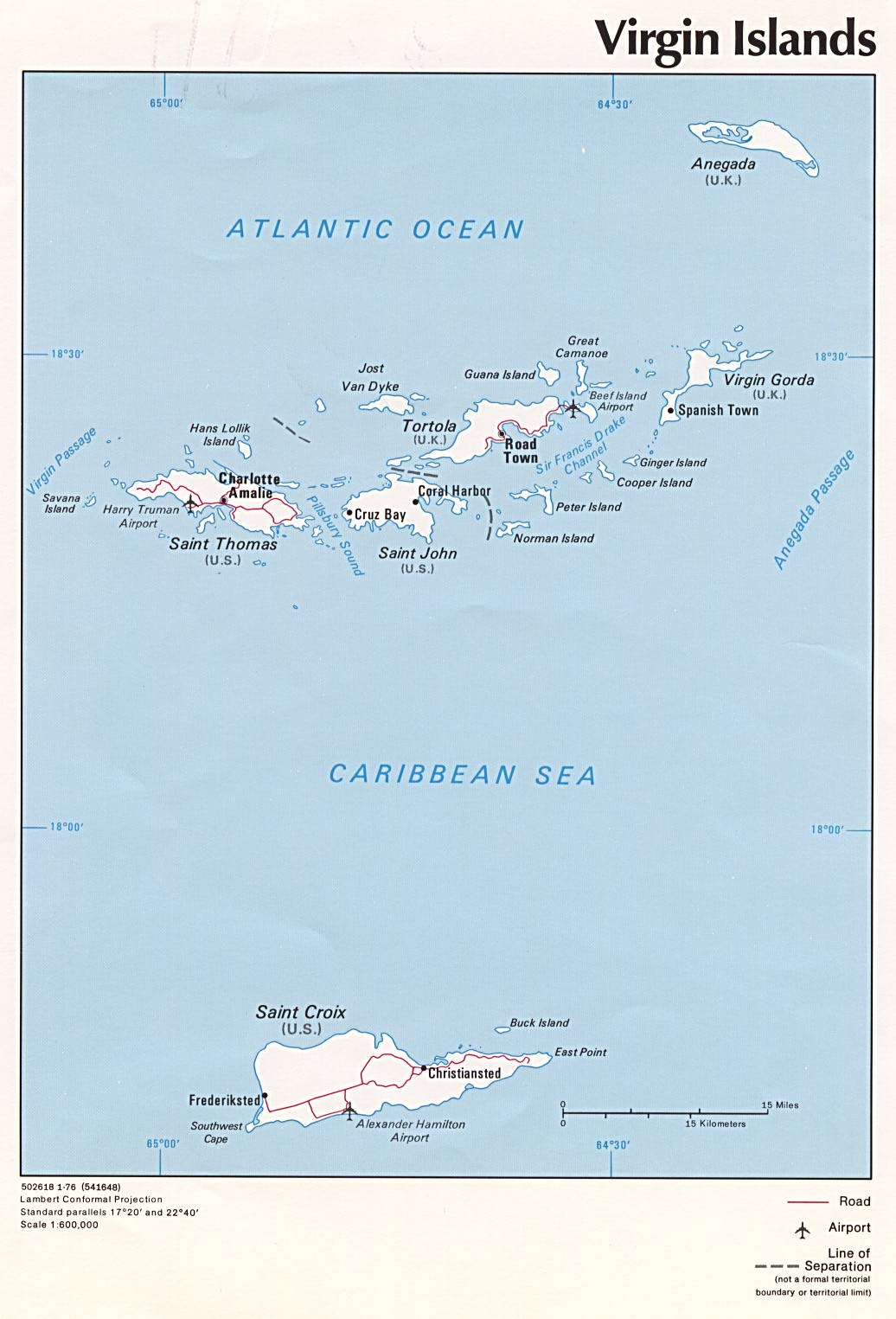
Віргінські острови
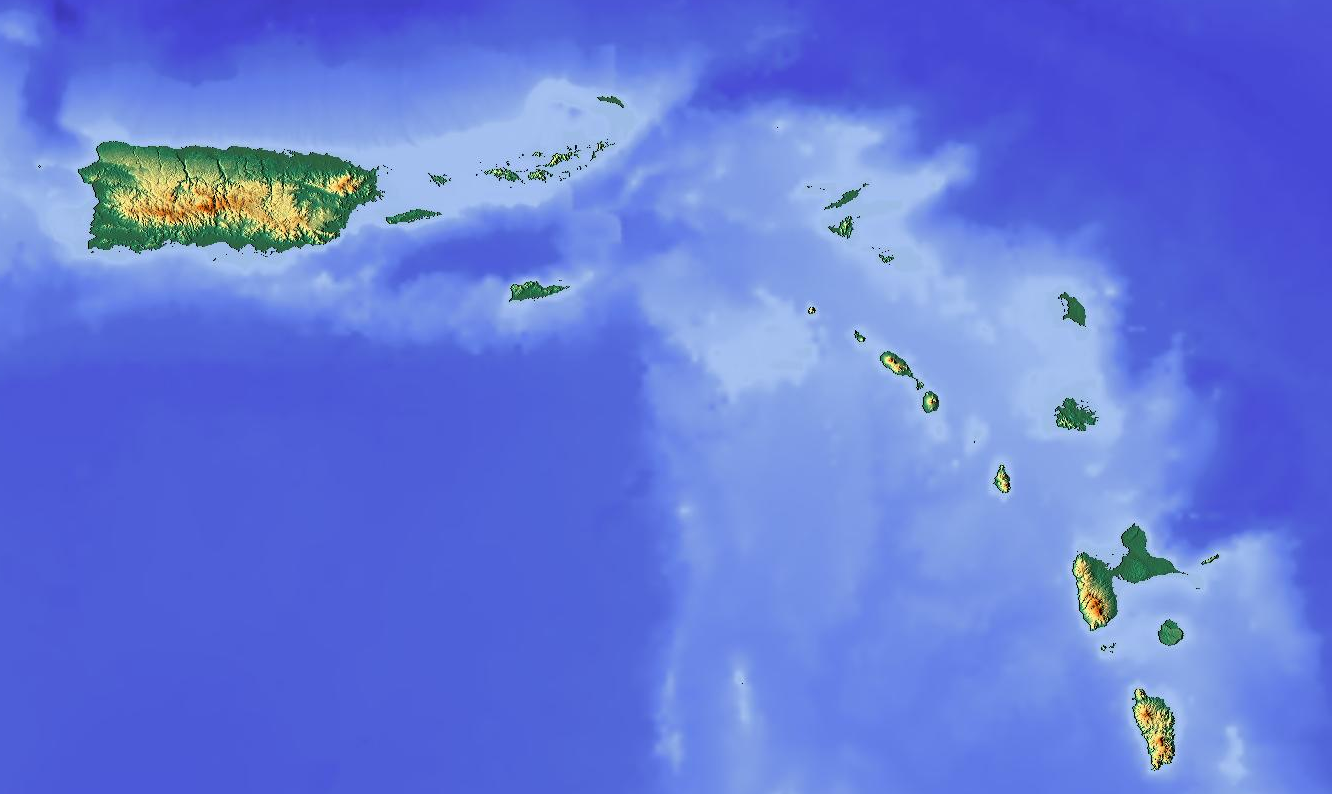
Карта рельєфу Малих Антильских островів і Пуерто-Рико
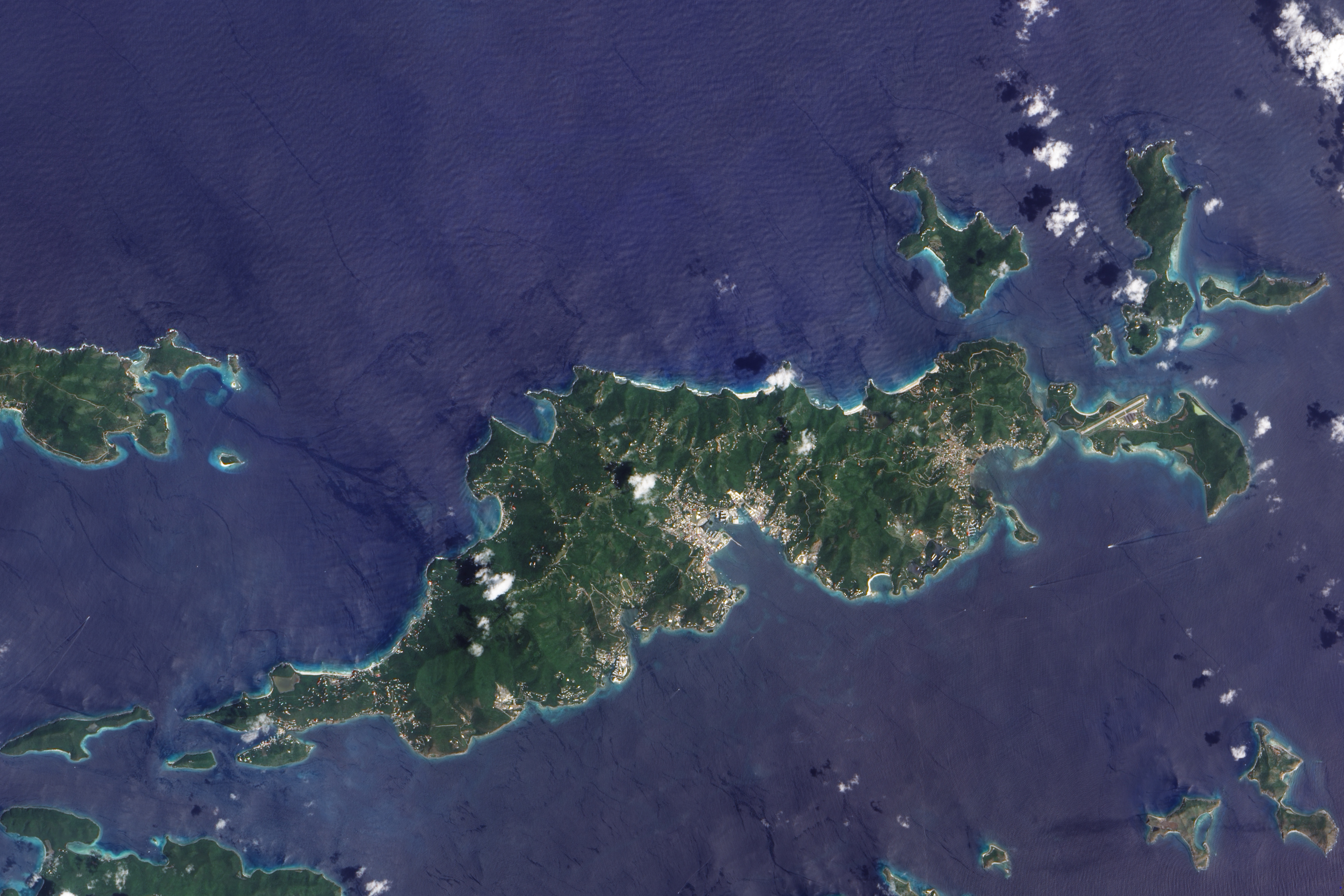
Супутниковий знімок поверхні країни
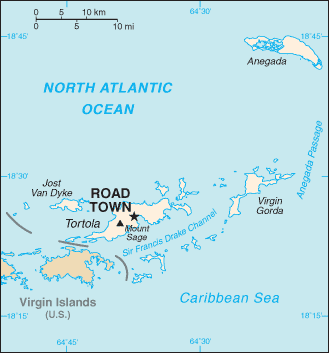
Карта країни (англ.)
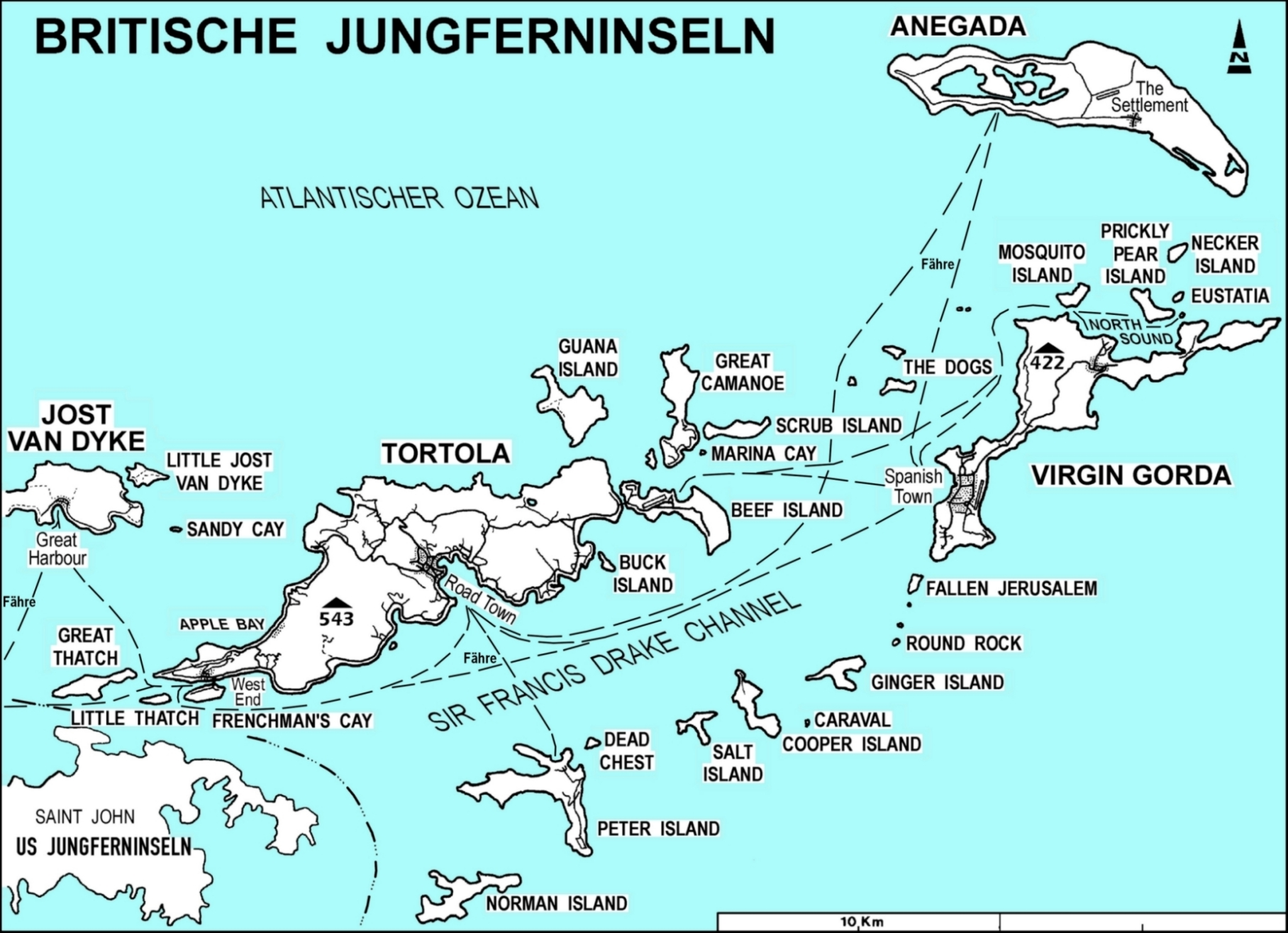
Карта країни (нім.)
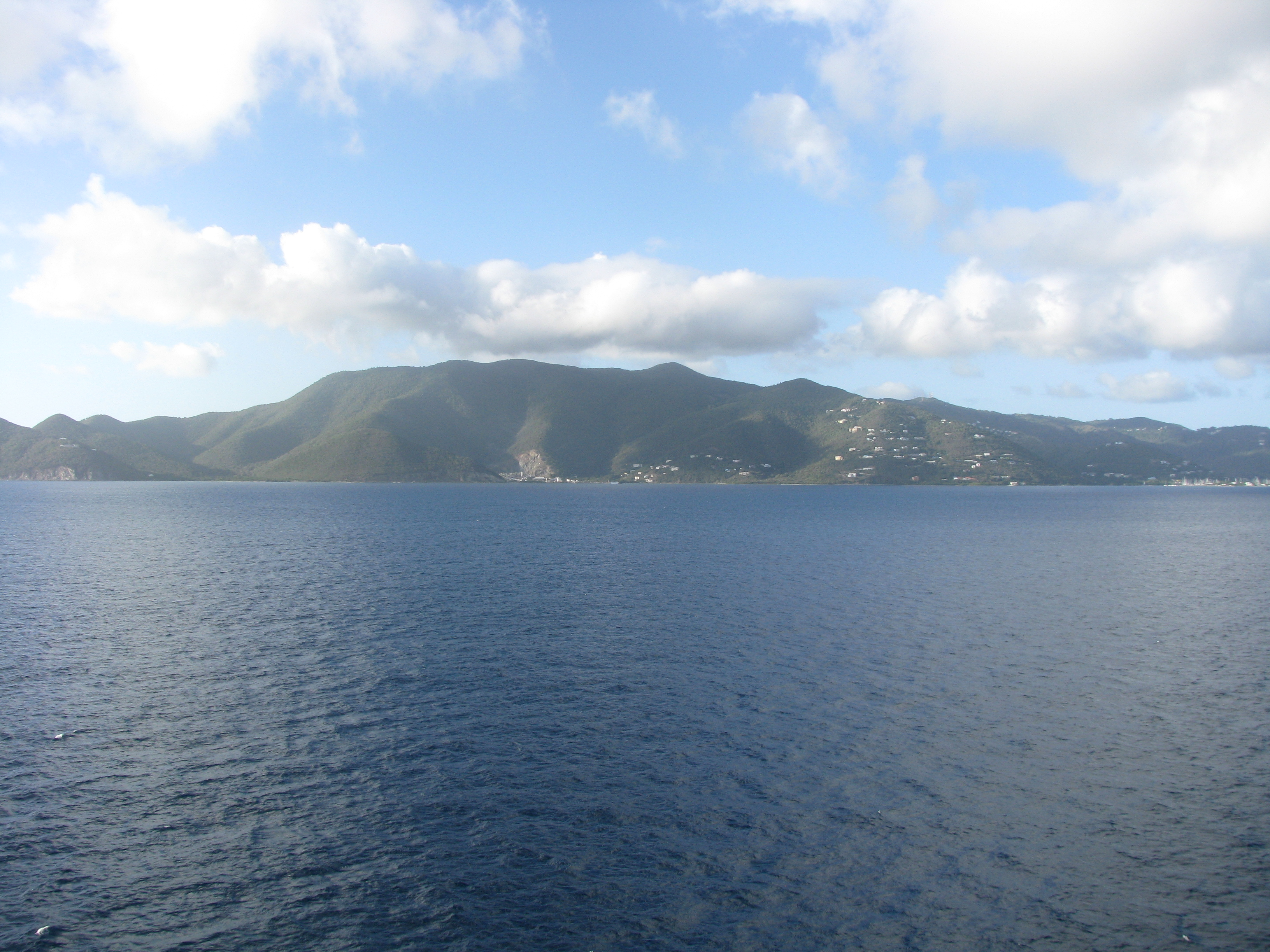
Гора Сейдж

### Узбережжя

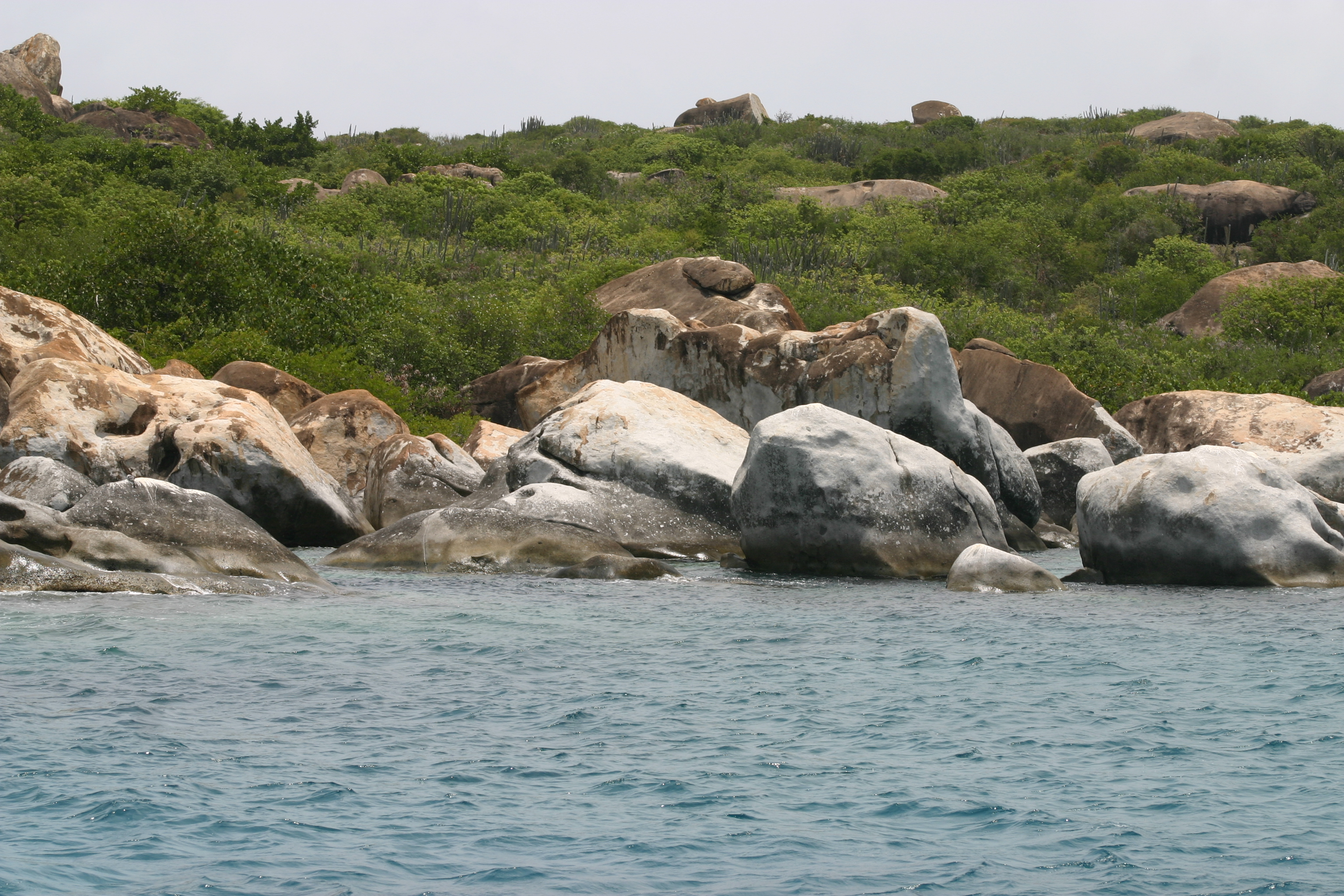
border
Узбережжя поблизу Роад-Тауна
Пляж на Вірджин-Горді
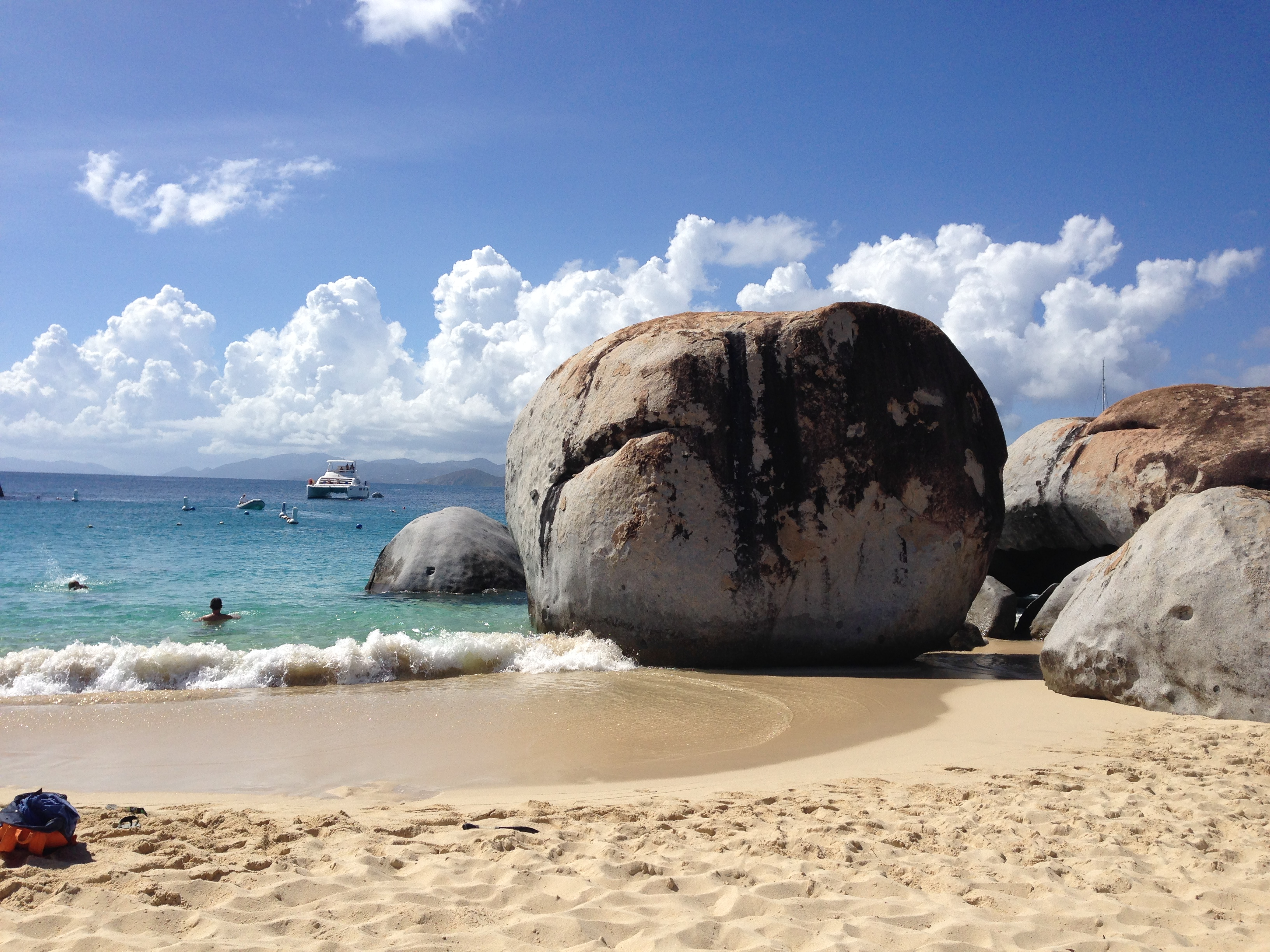
Пляж на Вірджин-Горді
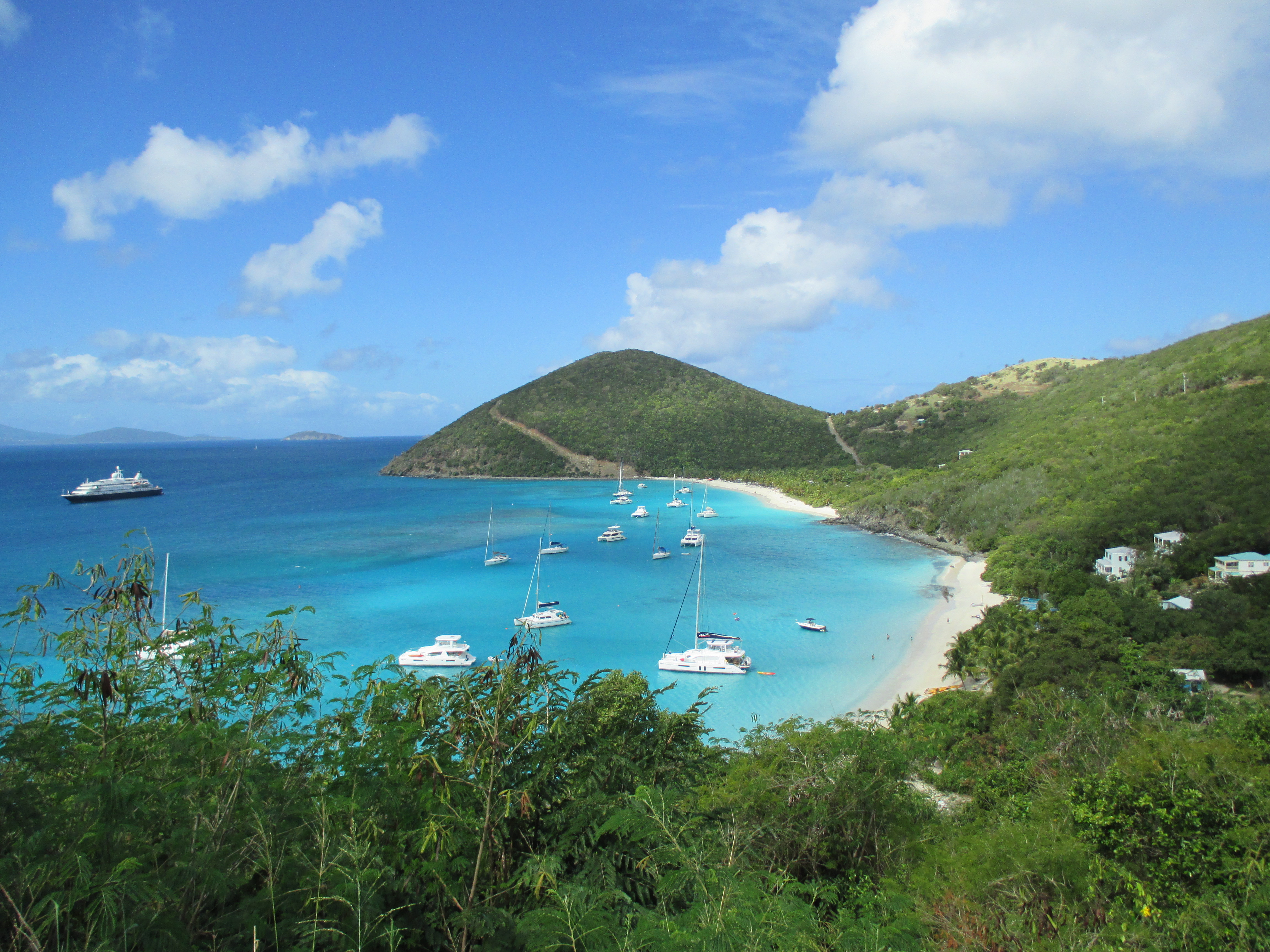
Бухта Гріт-Гарбор

### Острови

Острови
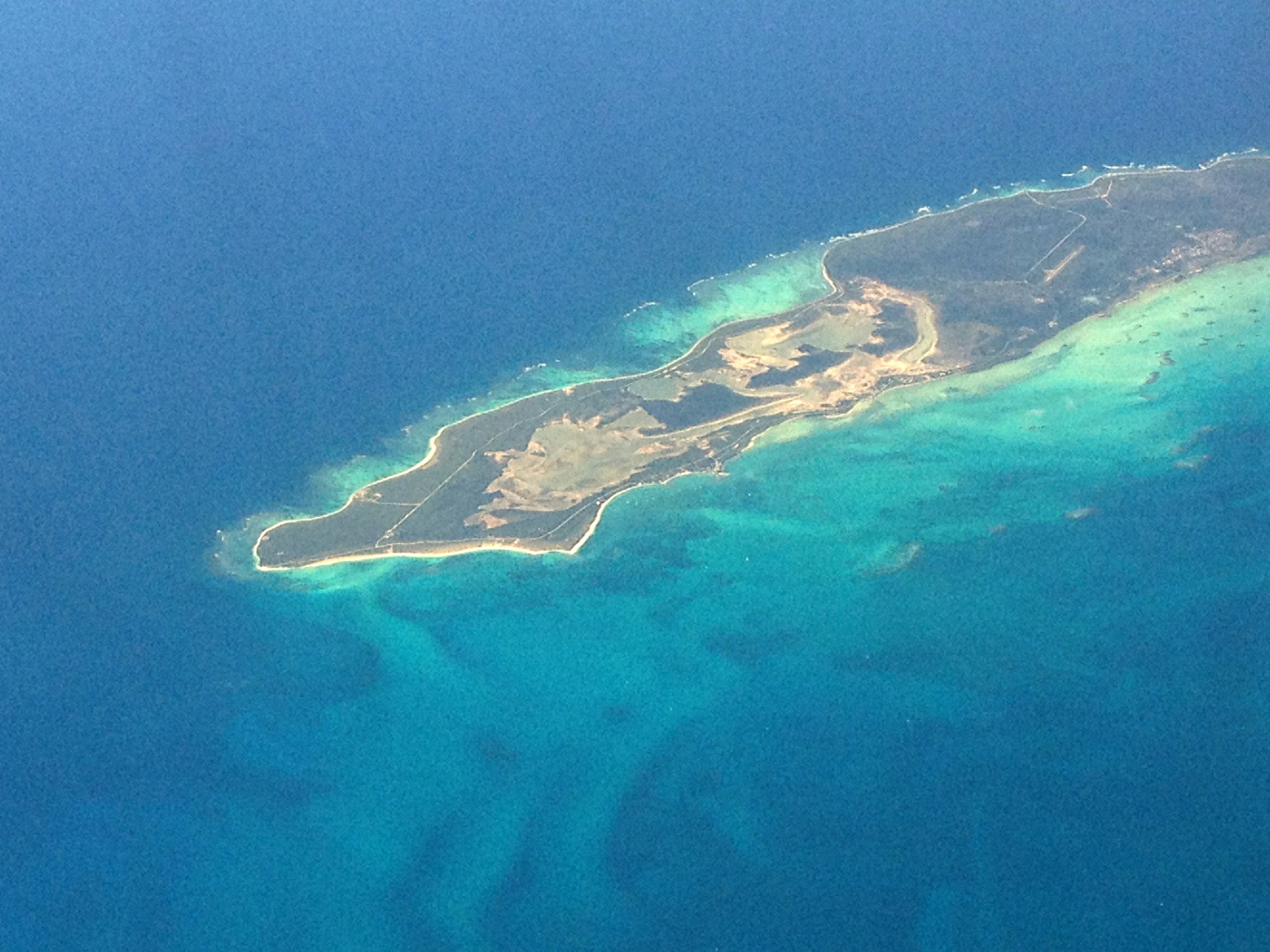
Анегада
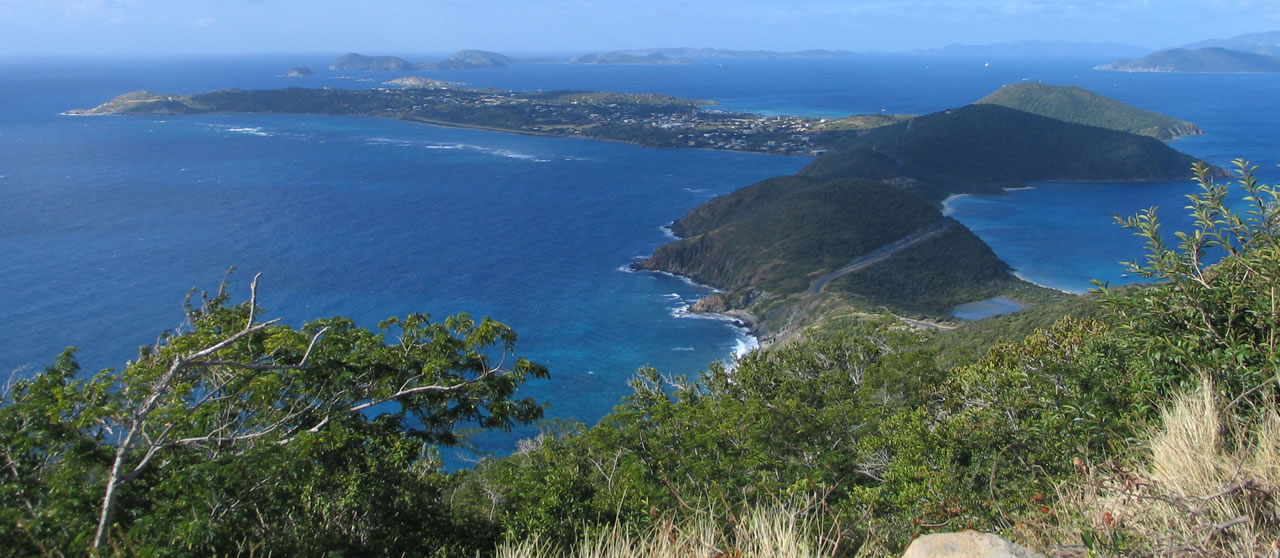
Вірджин-Горда
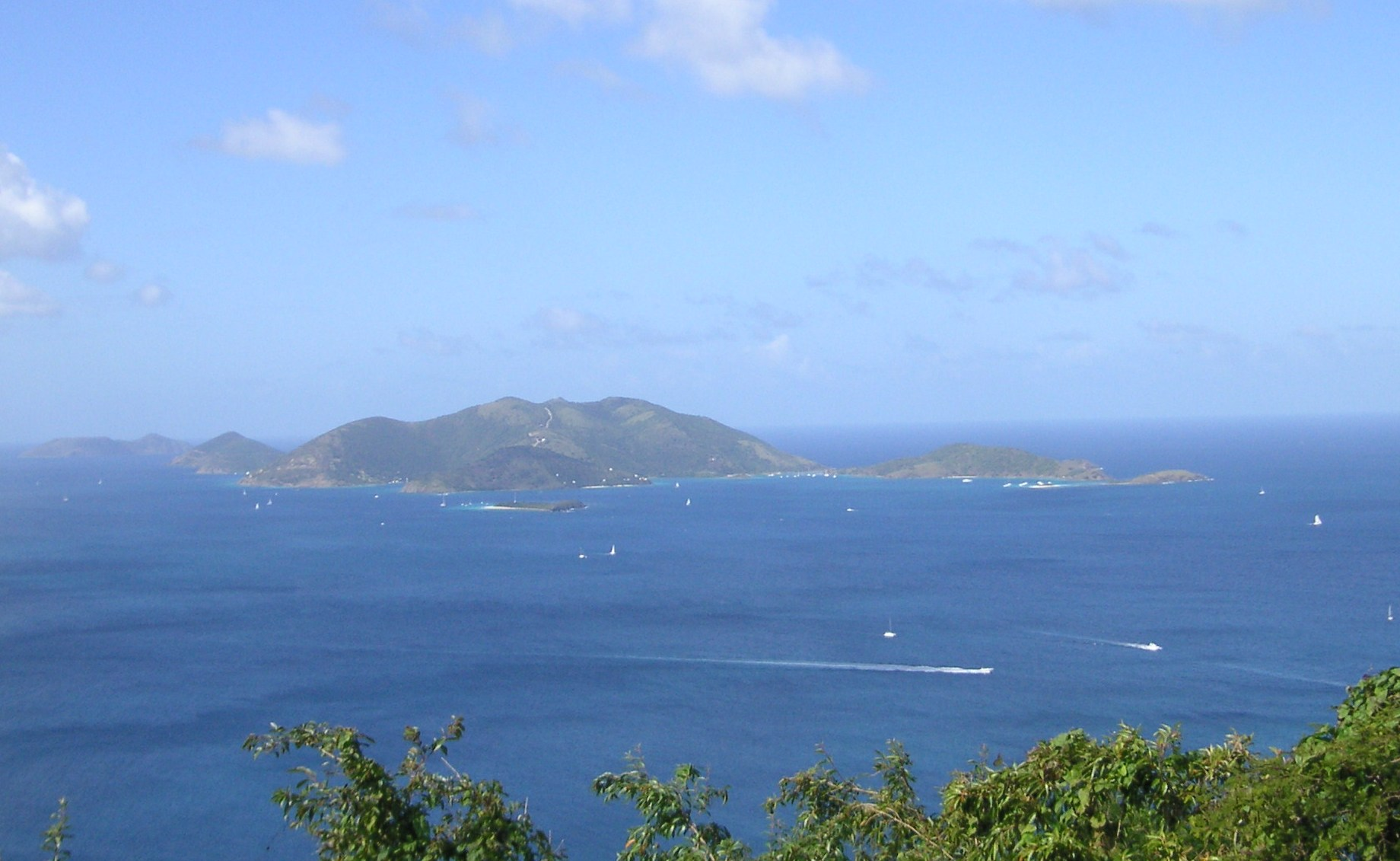
Джост-ван-Дайк
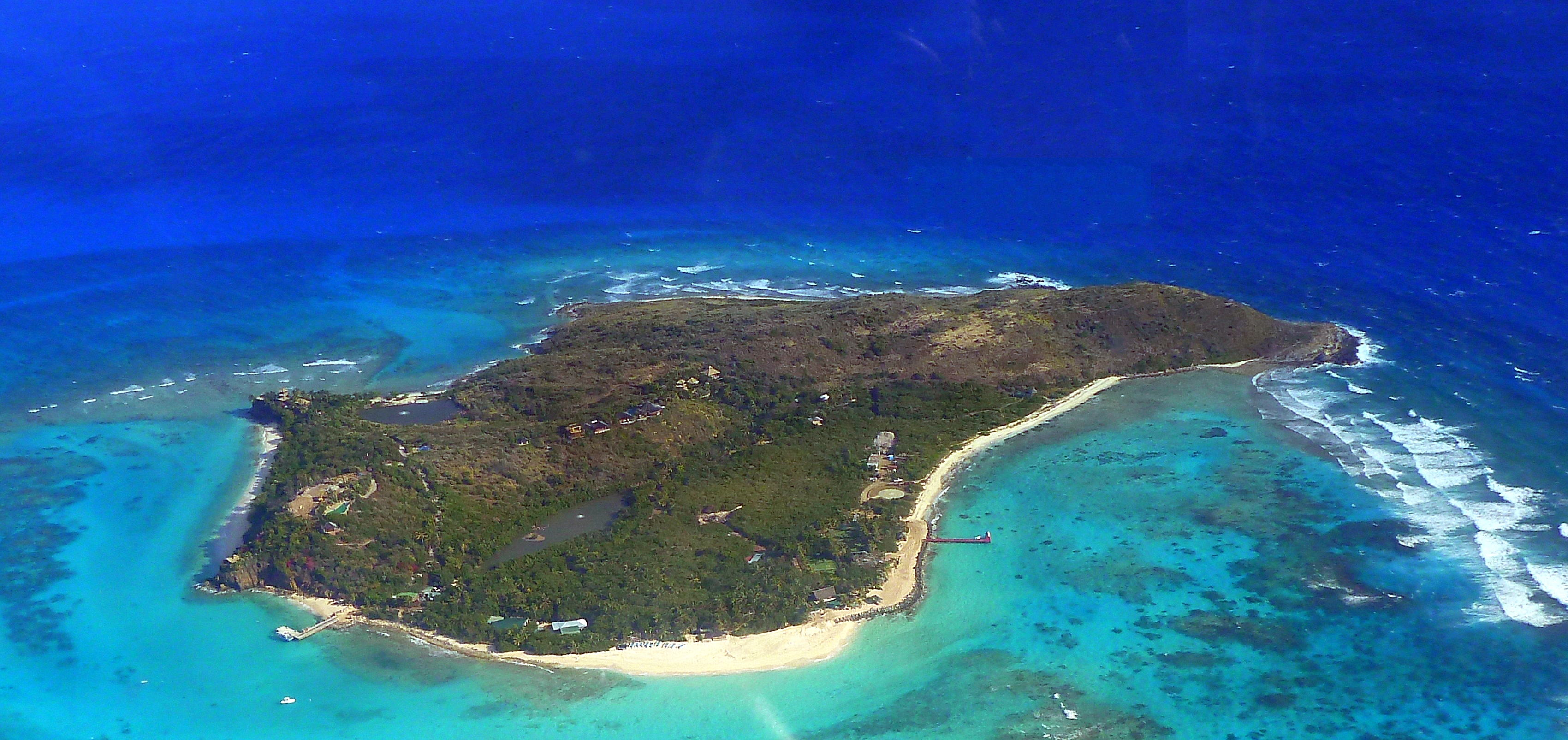
Некер

## Клімат
Територія Британських Віргінських Островів лежить у тропічному кліматичному поясі. Увесь рік панують тропічні повітряні маси. Сезонний хід температури повітря чітко відстежується. Переважають східні пасатні вітри, достатнє зволоження (на підвітряних схилах відчувається значний дефіцит вологи). У теплий сезон з океану часто надходять тропічні циклони.

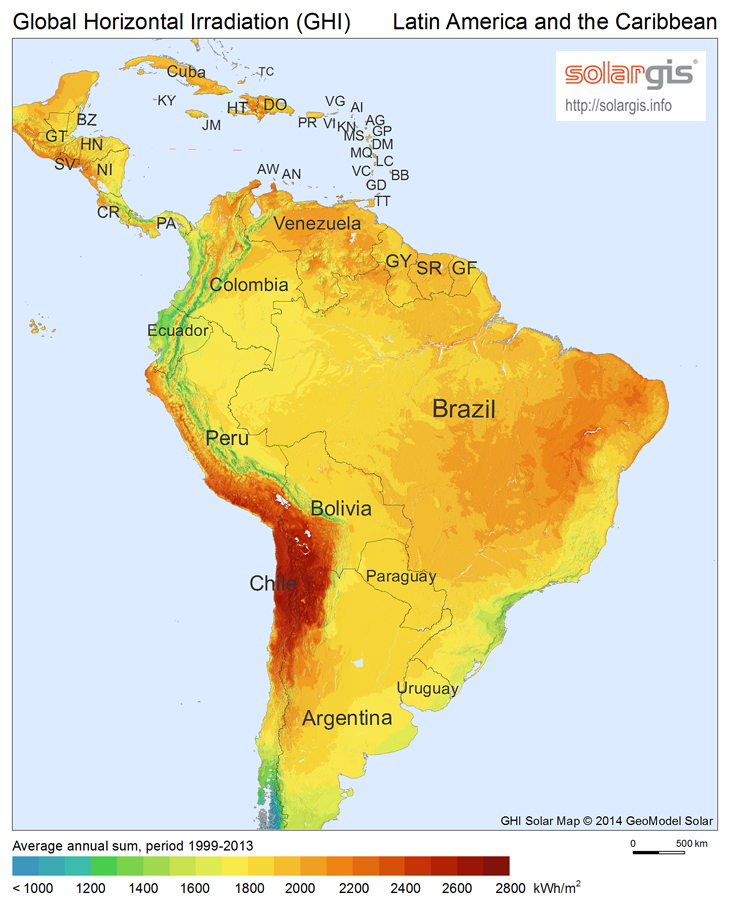
Сонячна радіація (англ.)
Кліматична карта Антильських островів за Кеппеном
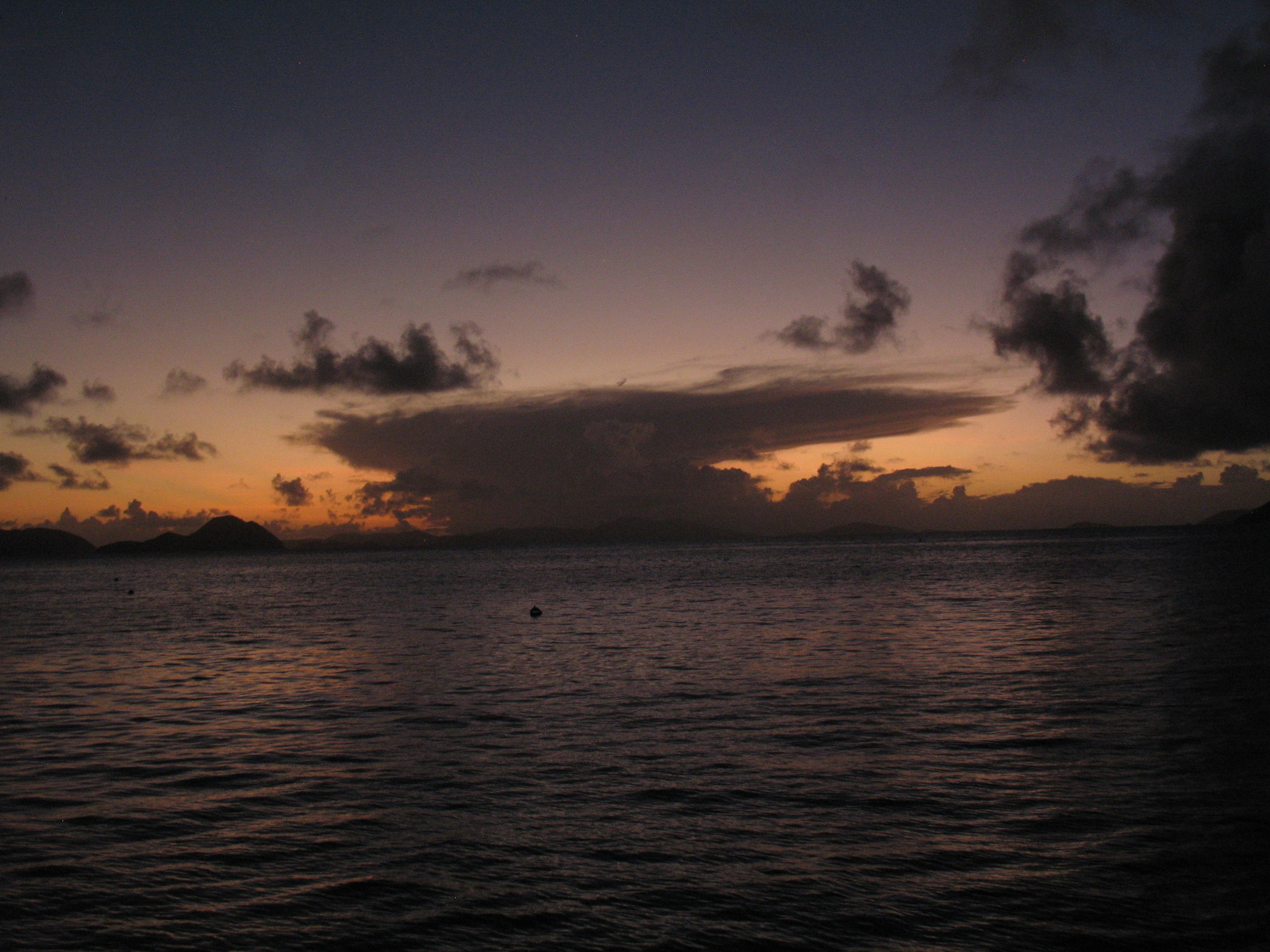
Штормові хмари над Тортолою
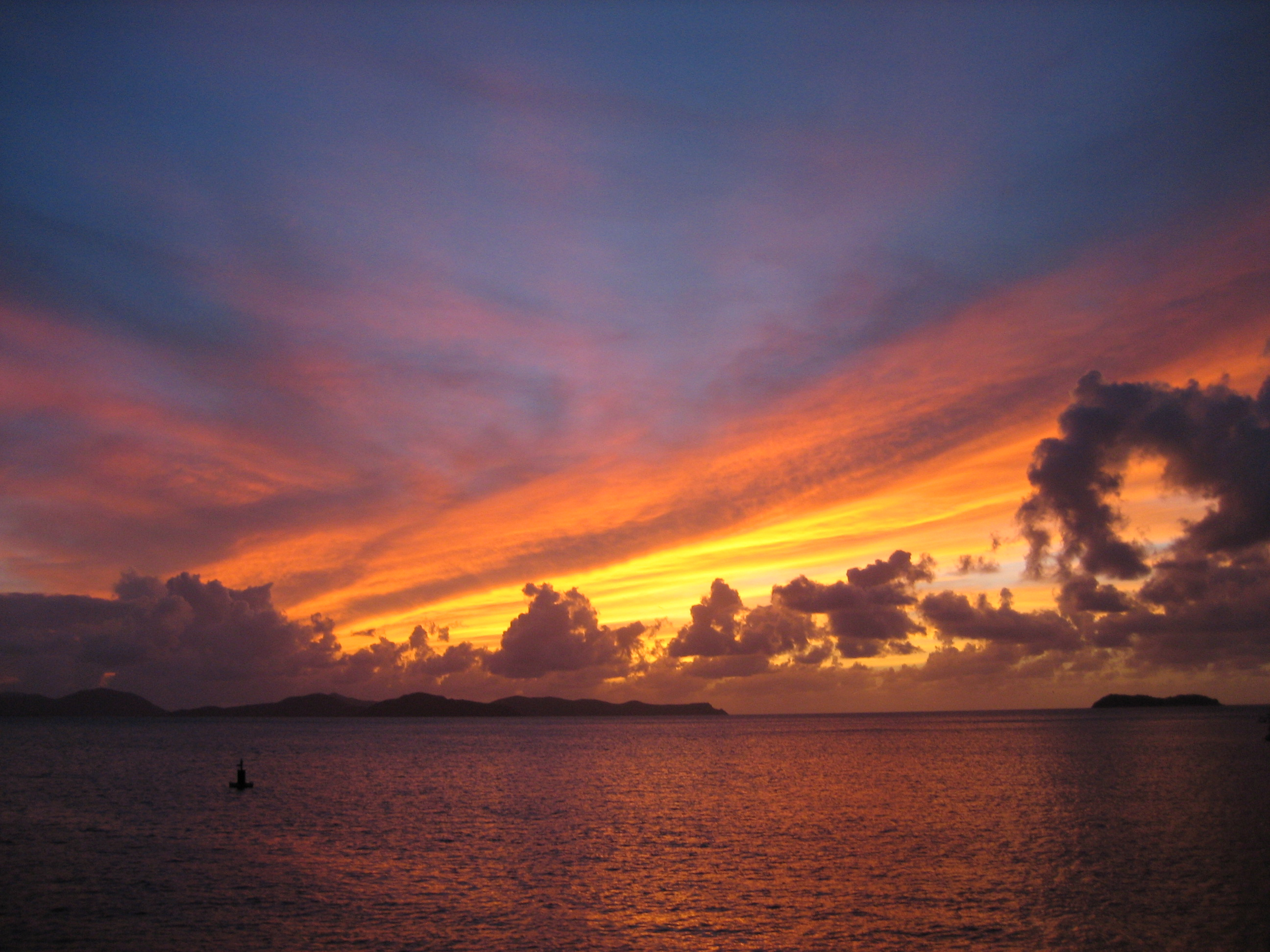
Захід сонця на Вірджин-Горді

Британські Віргінські Острови не є членом Всесвітньої метеорологічної організації (WMO).

## Внутрішні води
Дані про площу зрошуваних земель в країні, станом на 2012 рік, відсутні.

### Річки
Річки країни належать басейну Атлантичного океану.

## Рослинність

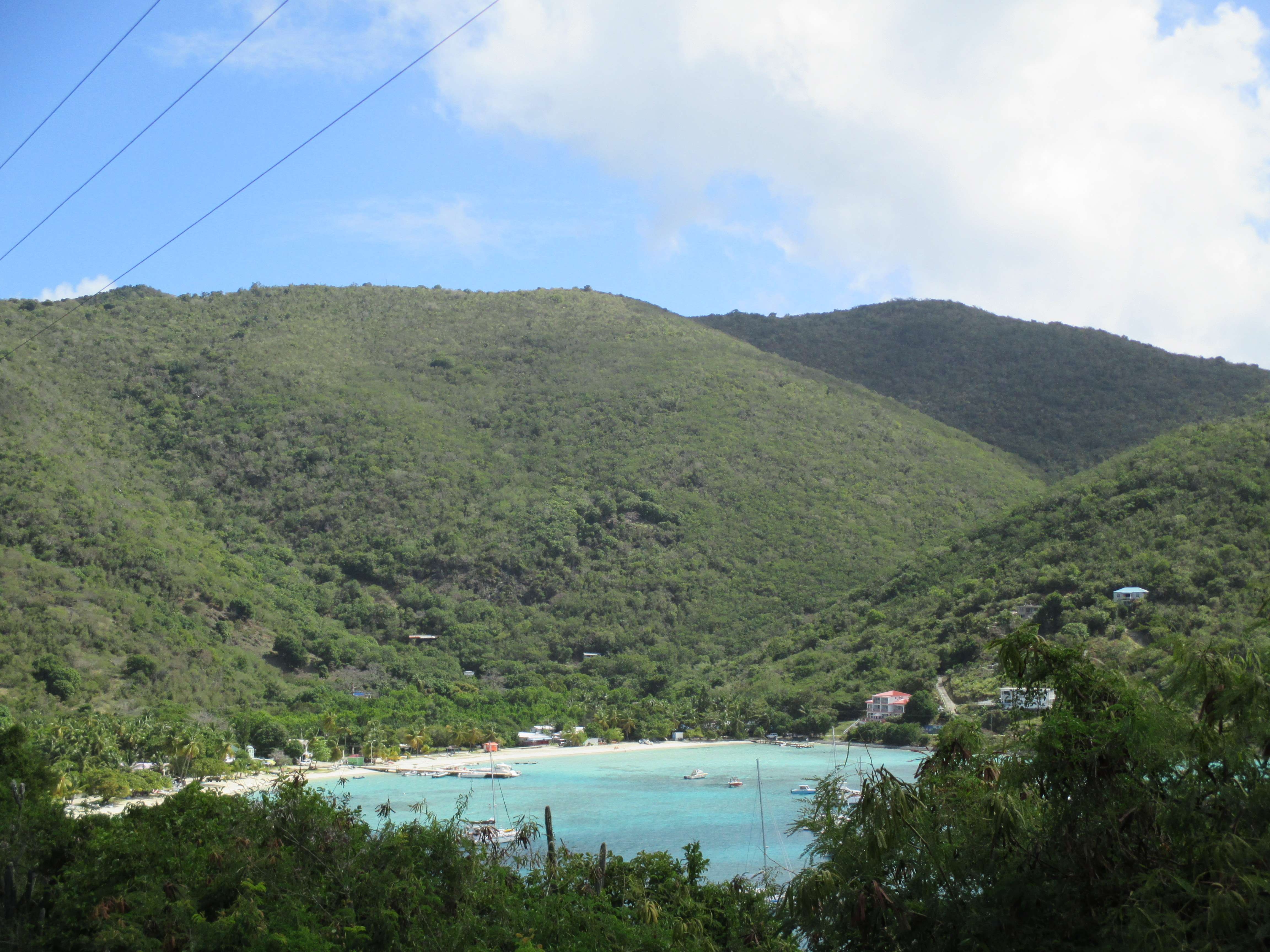
Зелені пагорби
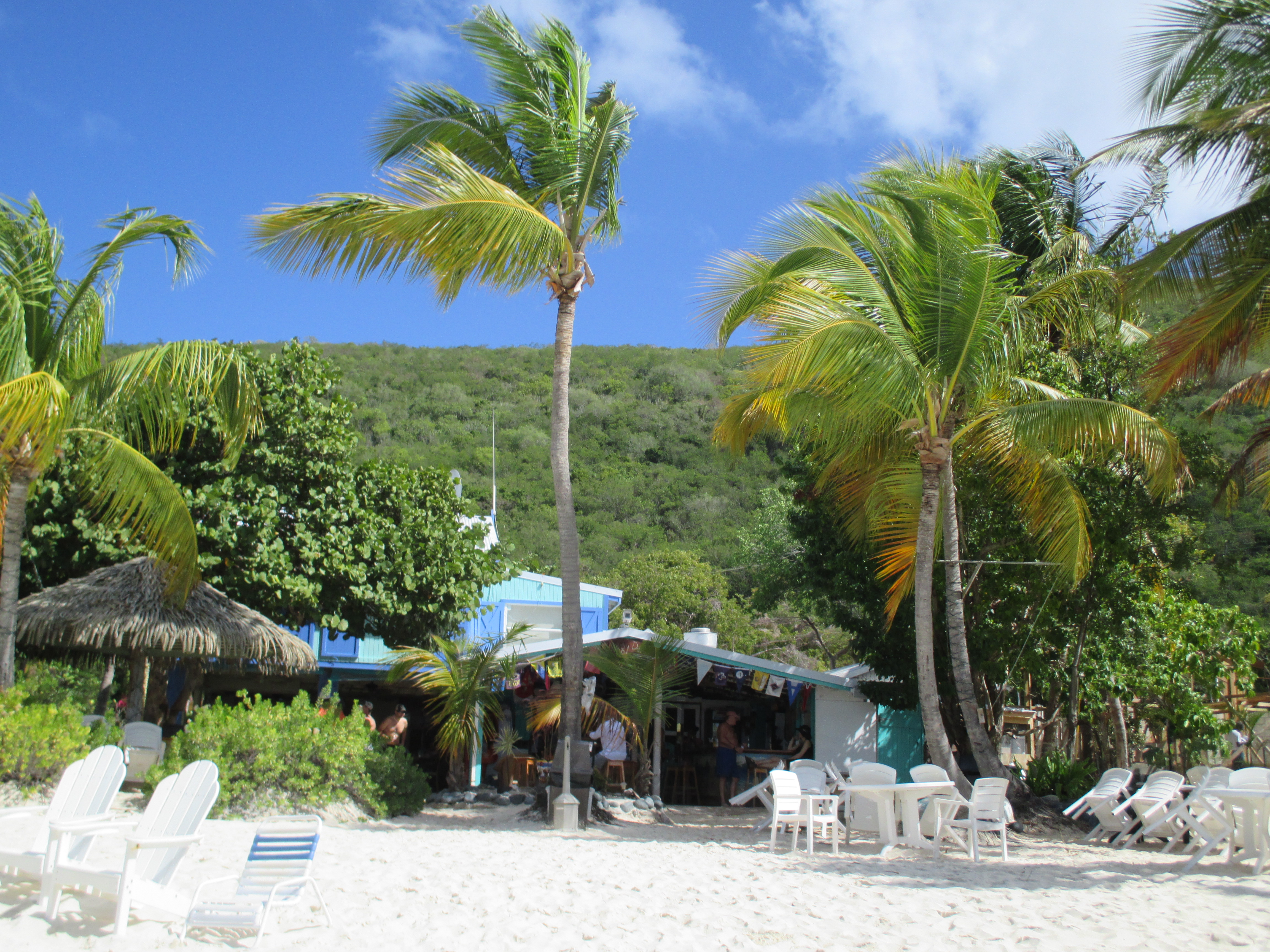
Кокосові пальми на пляжі
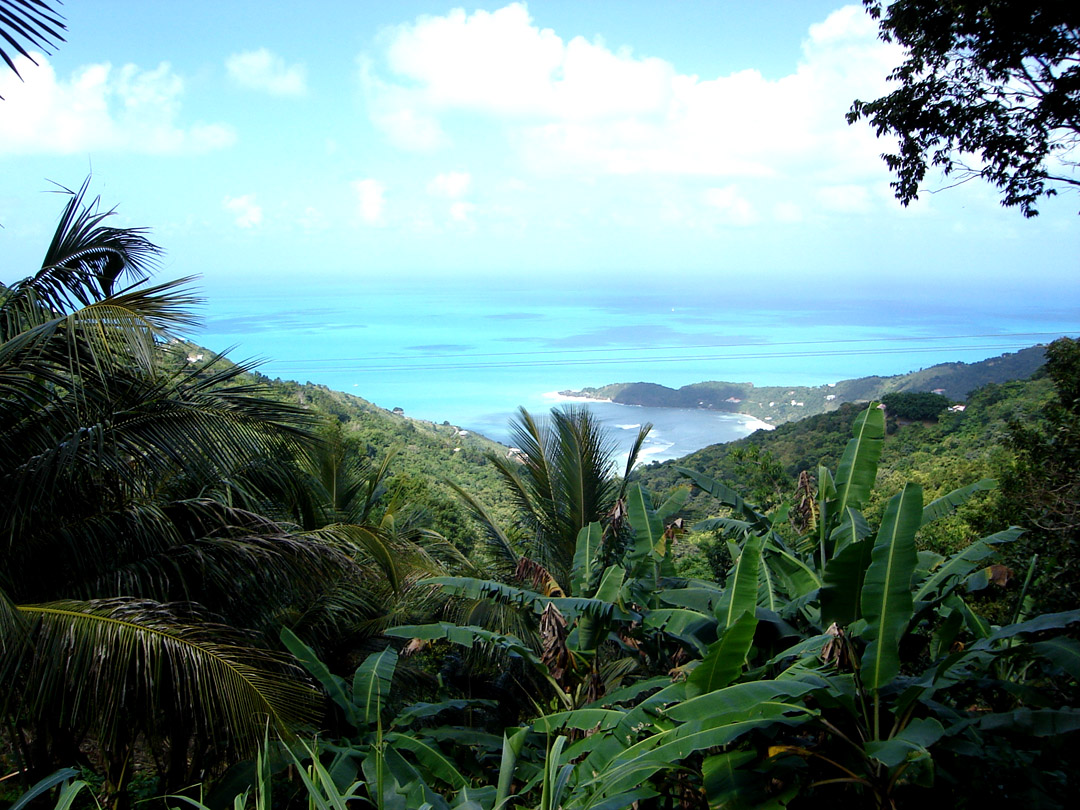
Рослинність Тортоли
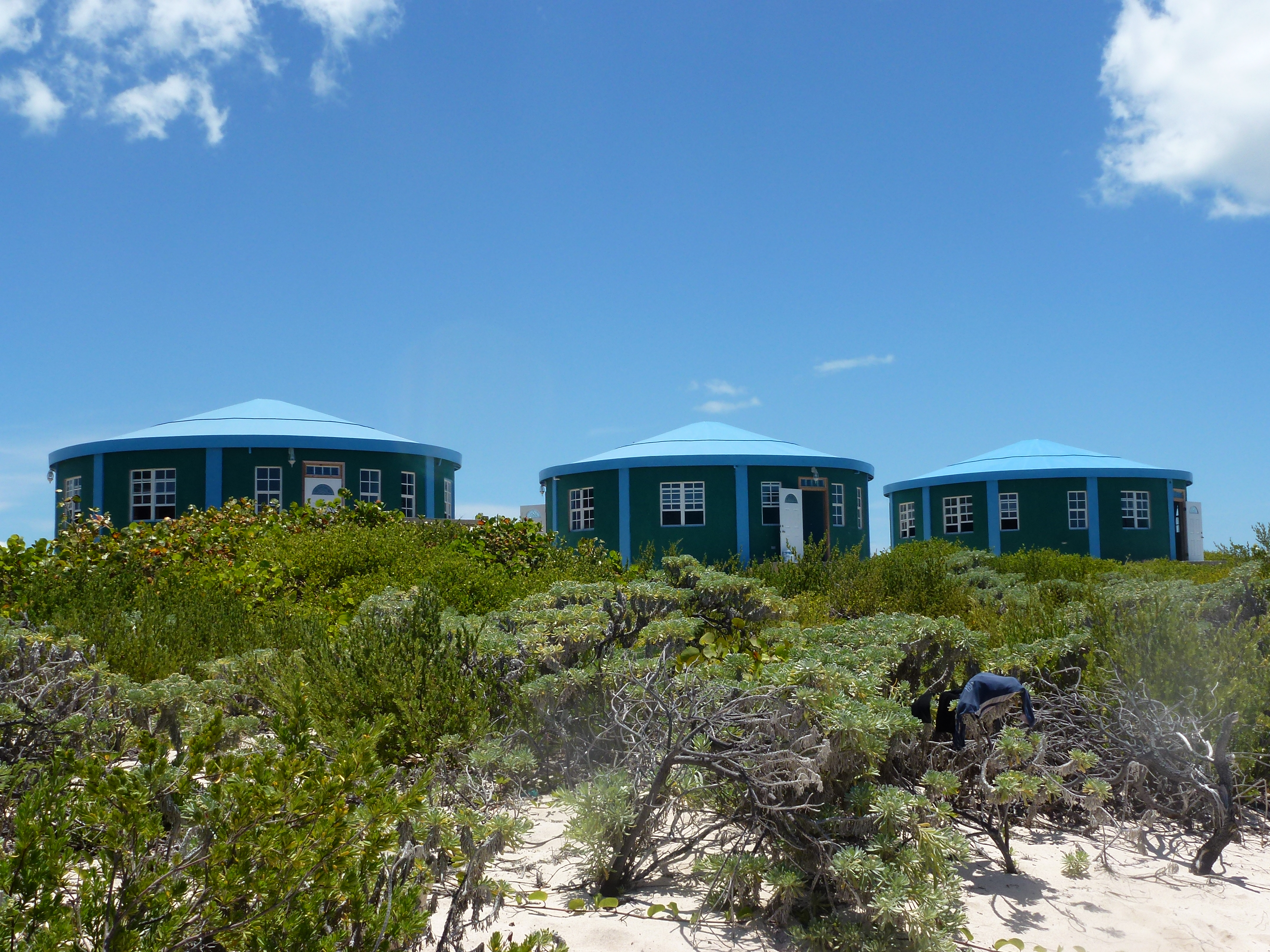
Рослинність дюн
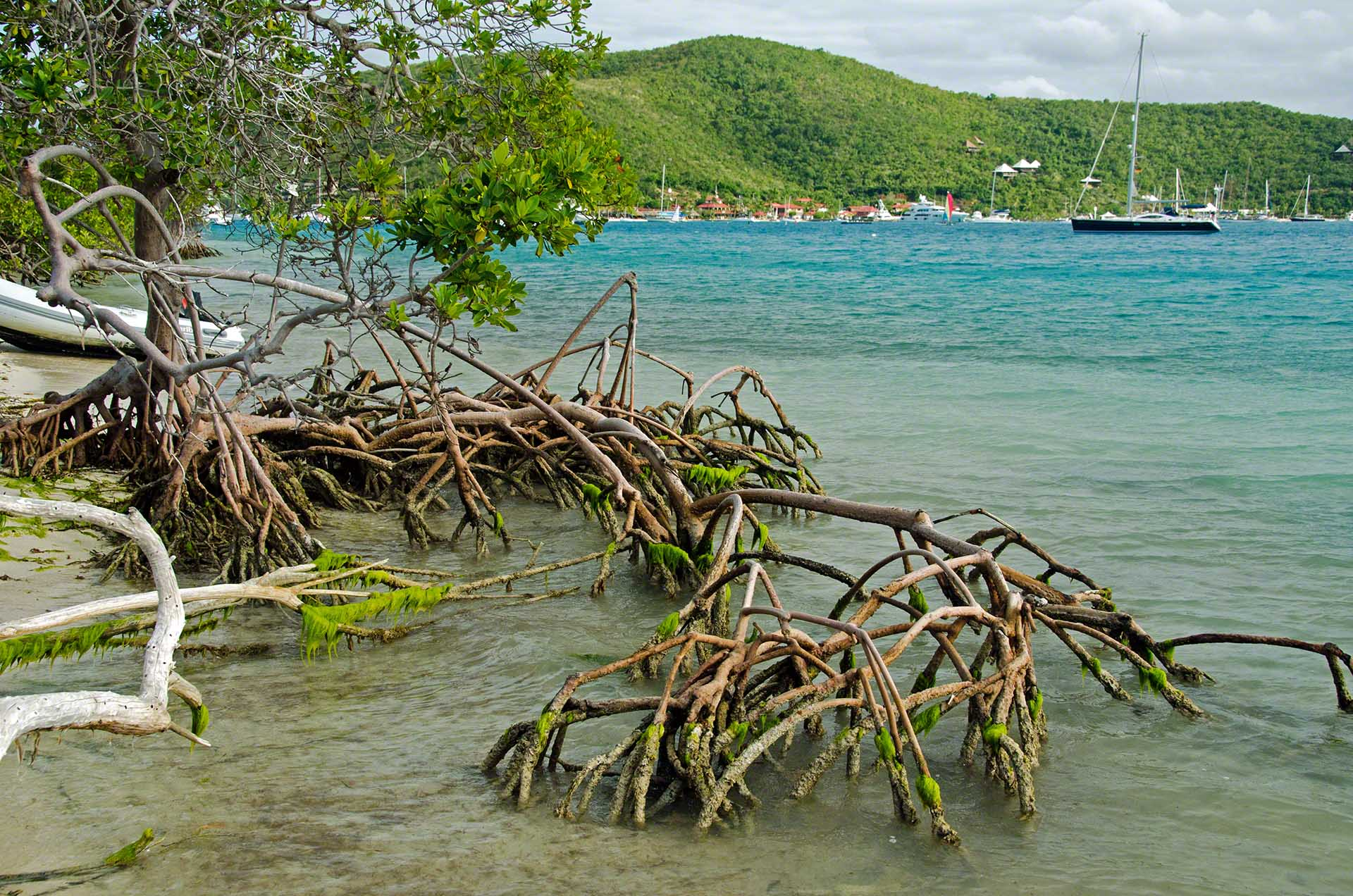
Віргінські мангри

Земельні ресурси Британських Віргінських Островів (оцінка 2011 року):
- придатні для сільськогосподарського обробітку землі — 46,7 %,
  - орні землі — 6,7 %,
  - багаторічні насадження — 6,7 %,
  - землі, що постійно використовуються під пасовища — 33,3 %;
- землі, зайняті лісами і чагарниками — 24,3 %;
- інше — 29 %[1].

## Тваринний світ
Зоогеографічно територія країни належить до Антильської підобласті Неотропічної області.

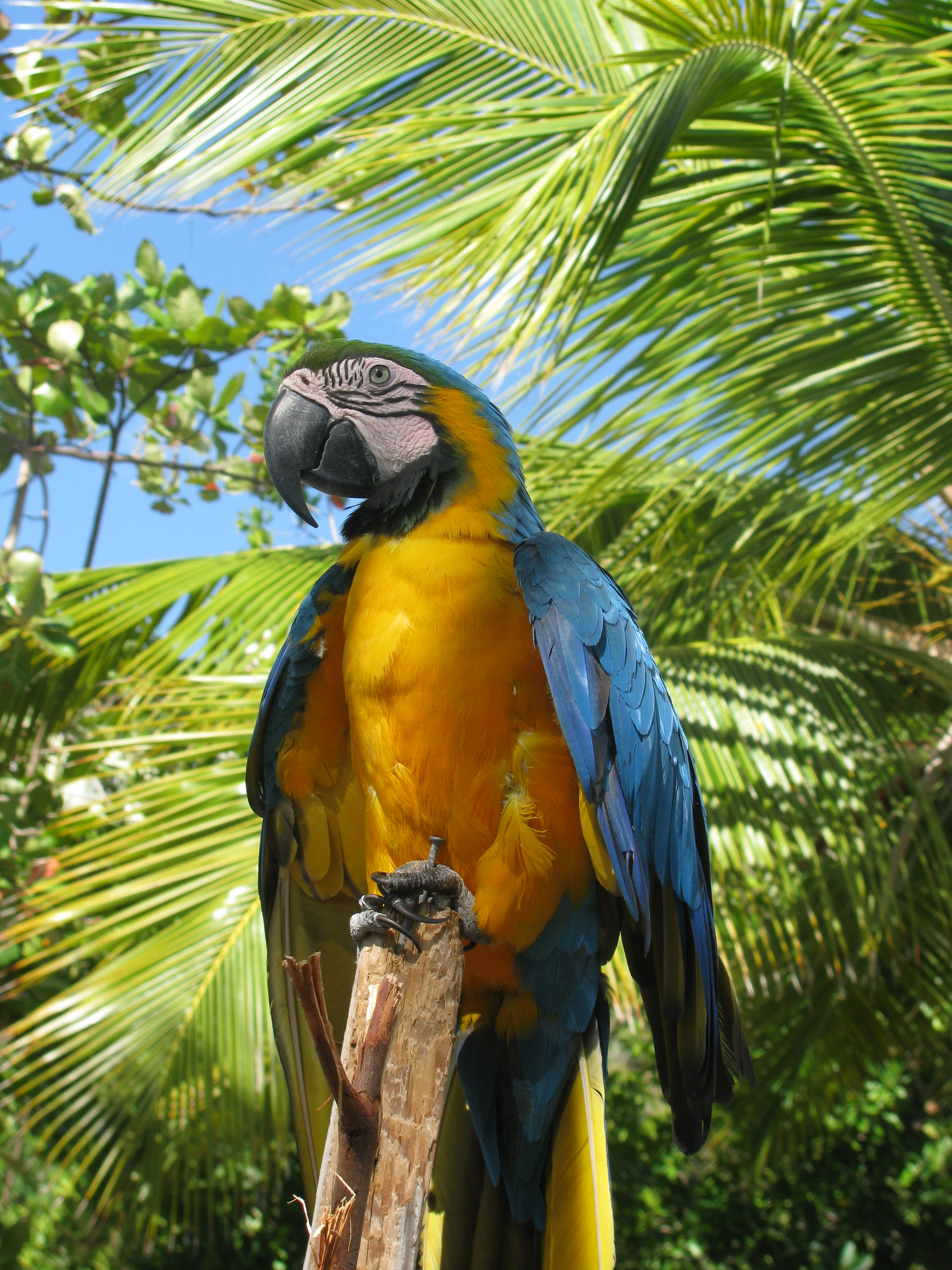
Папуга ара
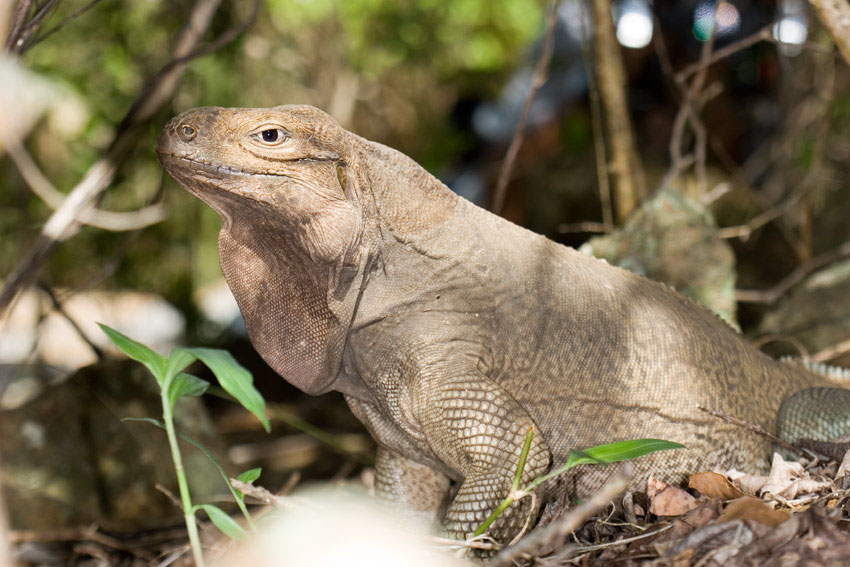
Віргінська циклура
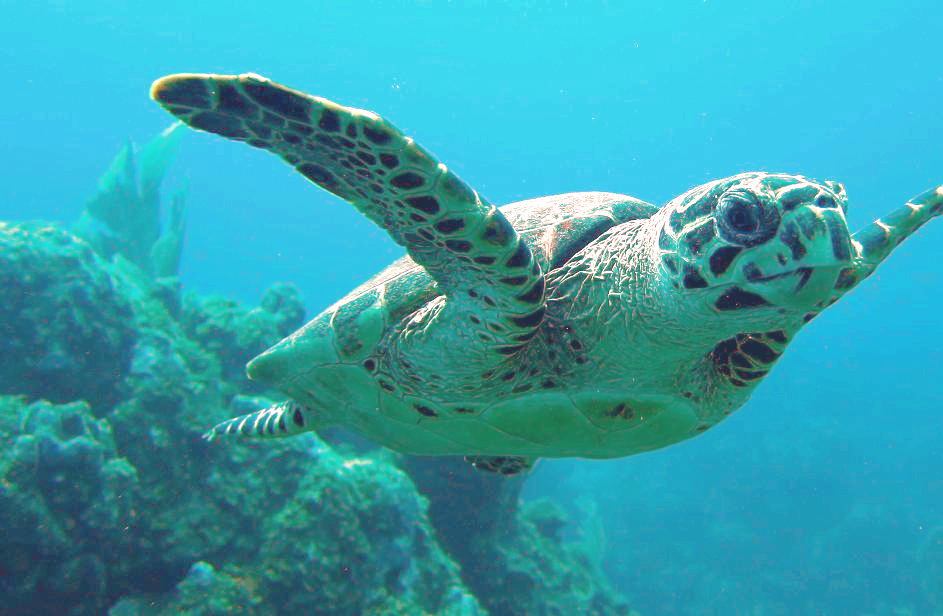
Морська черепаха
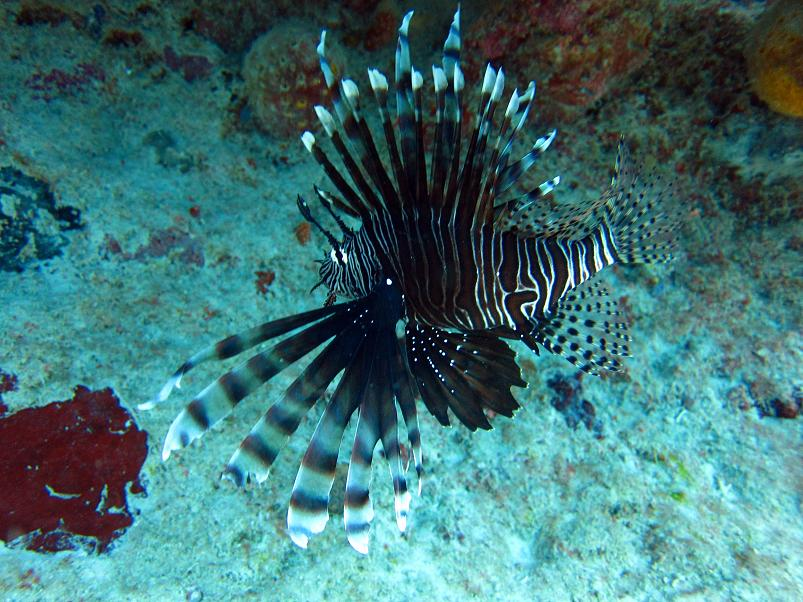
Крилатка
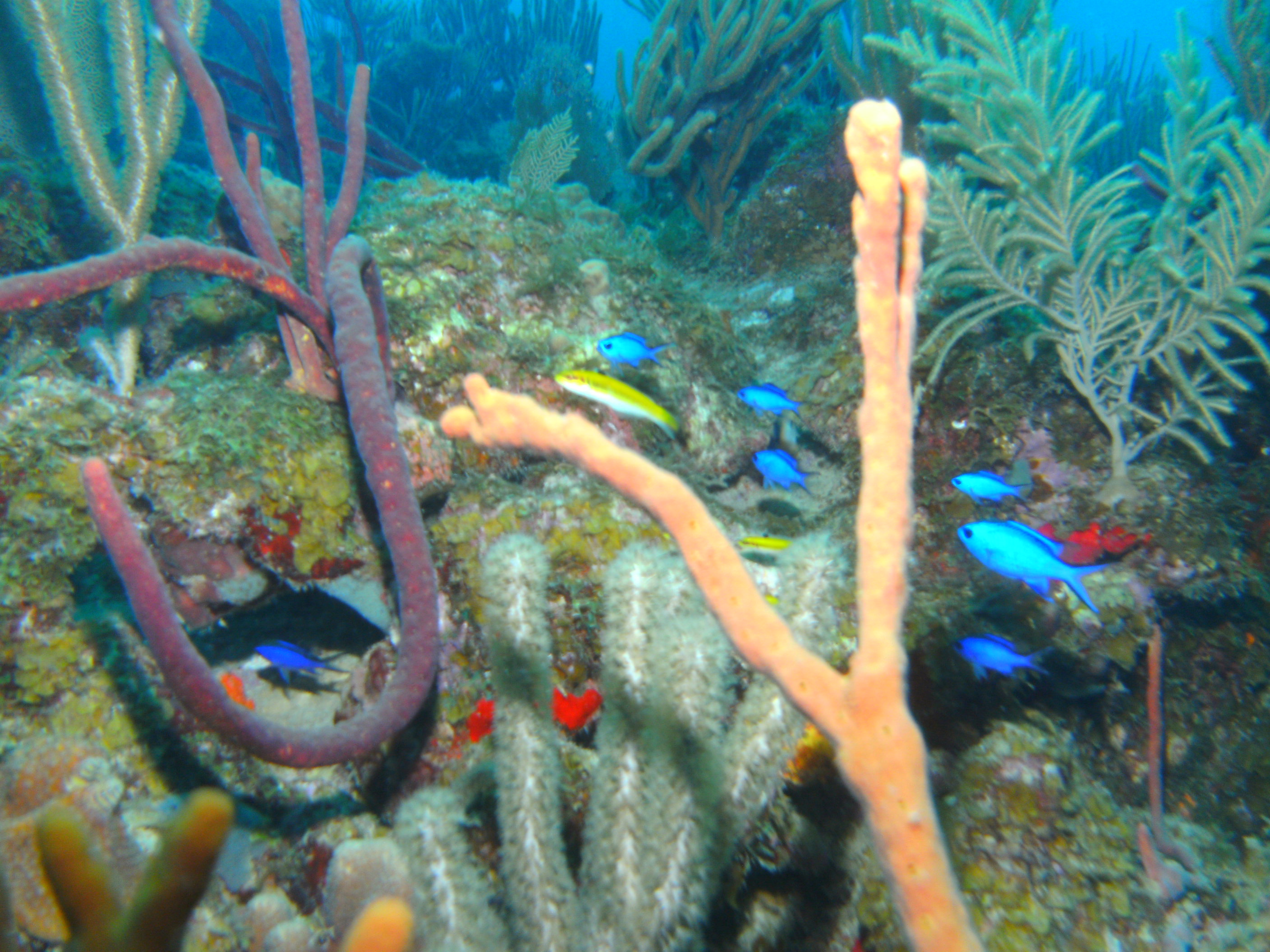
Кораловий риф поблизу узбережжя

## Стихійні лиха та екологічні проблеми
На території країни спостерігаються небезпечні природні явища і стихійні лиха: урагани і тропічні шторми (з липня по жовтень).

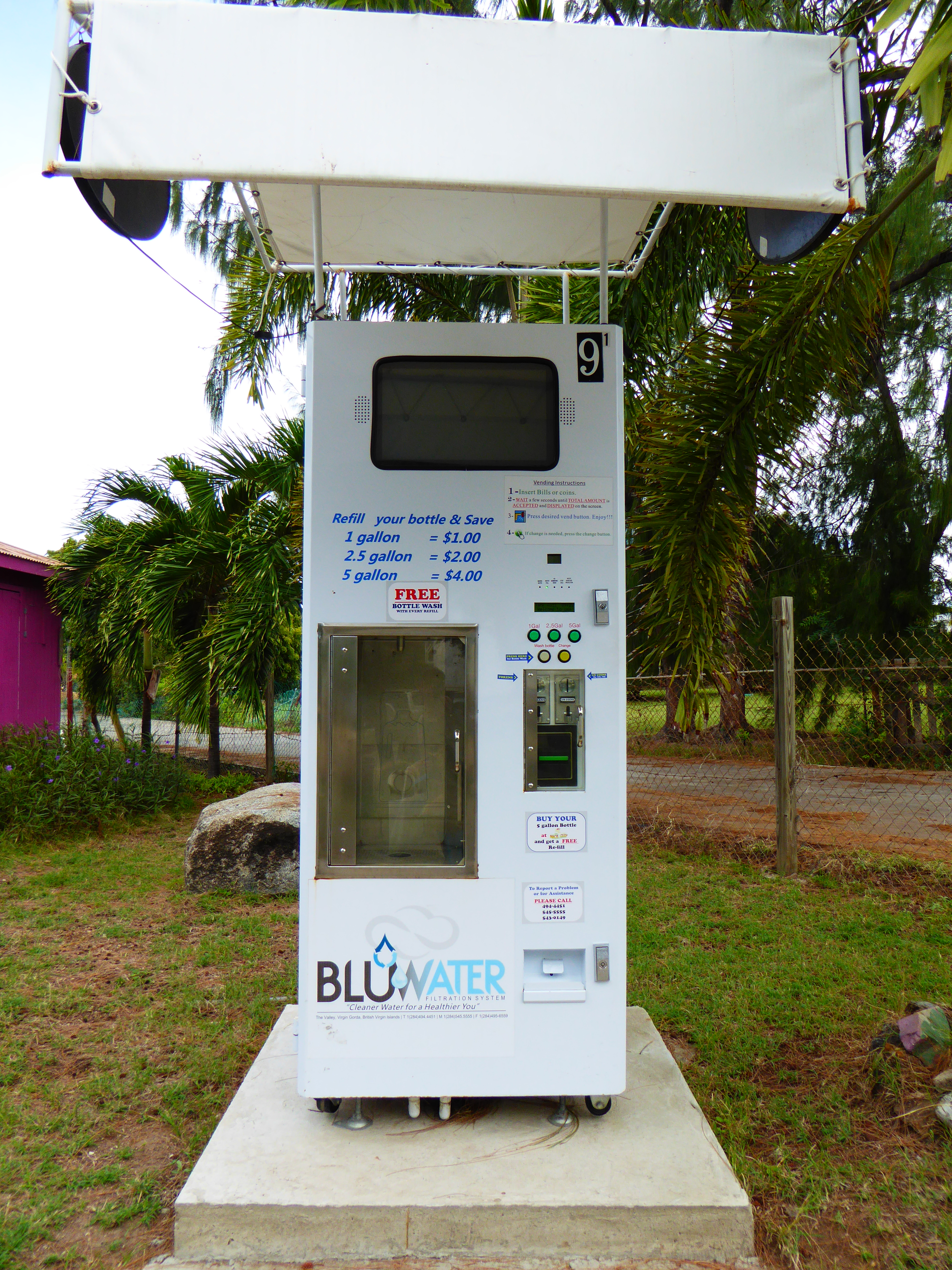
Автомат з продажу питної води
Збір сміття на пляжах
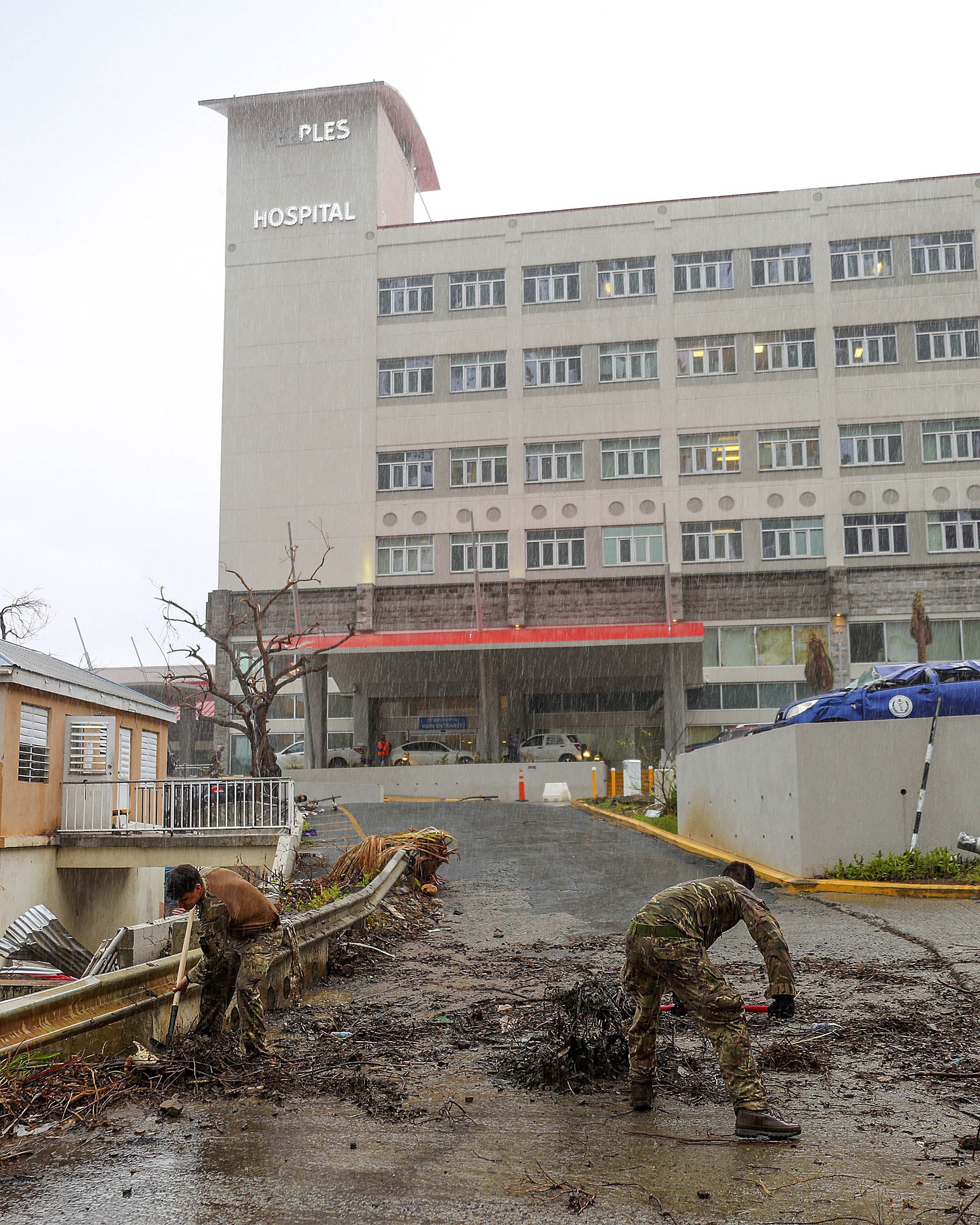
Усування наслідків проходження урагану

Серед екологічних проблем варто відзначити обмежені ресурси природних джерел питної води (декілька пересихаючих струмків і ручай на Тортолі), залежність від заводів з опріснення морської води.

## Фізико-географічне районування
У фізико-географічному відношенні територію Британських Віргінських Островів можна розділити на _ райони, що відрізняються один від одного рельєфом, кліматом, рослинним покривом: .

### Українською
- Атлас світу / голов. ред. І. С. Руденко ; зав. ред. В. В. Радченко ; відп. ред. О. В. Вакуленко. — К. : ДНВП «Картографія», 2005. — 336 с. — ISBN 9666315467.
- Атлас. 7 клас. Географія материків і океанів / Укладачі О. Я. Скуратович, Н. І. Чанцева. — К. : ДНВП «Картографія», 2014.
- Бєлозоров С. Т. Географія материків. — К. : Вища школа, 1971. — 371 с.
- Барановська О. В. Фізична географія материків і океанів : навч. посіб. для студентів ВНЗ : [у 2 ч.]. — Н. : Ніжинський державний університет ім. Миколи Гоголя, 2013. — 306 с. — ISBN 978-617-527-106-3.
- Британські Віргінські Острови // Гірничий енциклопедичний словник : [у 3-х тт.] / за ред. В. С. Білецького. — Д. : Східний видавничий дім, 2004. — Т. 3. — 752 с. — ISBN 966-7804-78-X.
- Дубович І. А. Країнознавчий словник-довідник. — 5-те вид., перероб. і доп. — К. : Знання, 2008. — 839 с. — ISBN 978-966-346-330-8.
- Економічна і соціальна географія країн світу. Навчальний посібник / За ред. Кузика С. П. — Л. : Світ, 2002. — 672 с. — ISBN 966-603-178-7.
- Панасенко Б. Д. Фізична географія материків : навч. посіб. : в 2 ч. — В. : ЕкоБізнесЦентр, 1999. — 200 с.
- Юрківський В. М. Регіональна економічна і соціальна географія. Зарубіжні країни: Підручник. — 2-ге. — К. : Либідь, 2001. — 416 с. — ISBN 966-06-0092-5.

### Англійською
- (англ.) Graham Bateman. The Encyclopedia of World Geography. — Andromeda, 2002. — 288 с. — ISBN 1871869587.
- (англ.) Donovan, Steven K.; Jackson, Trevor A. (1994). Caribbean Geology: An Introduction. University of West Indies. с. 289. ISBN 9764100333.

### Російською
- (рос.) Британские Виргинские Острова // Латинская Америка. Энциклопедический справочник [в 2-х тт.] / Главный редактор В. В. Вольский. — М. : Советская энциклопедия, 1979. — Т. 1. А-К. — 576 с.
- (рос.) Авакян А. Б., Салтанкин В. П., Шарапов В. А. Водохранилища. — М. : Мысль, 1987. — 326 с. — (Природа мира)
- (рос.) Алисов Б. П., Берлин И. А., Михель В. М. Курс климатологии [в 3-х тт.] / под. ред. Е. С. Рубинштейн. — Л. : Гидрометеоиздат, 1954. — Т. 3. Климаты земного шара. — 320 с.
- (рос.) Апродов В. А. Зоны землетрясений. — М. : Мысль, 2010. — 462 с. — (Природа мира) — ISBN 978-5-244-01122-7.
- (рос.) Букштынов А. Д., Грошев Б. И., Крылов Г. В. Леса. — М. : Мысль, 1981. — 316 с. — (Природа мира)
- (рос.) Власова Т. В. Физическая география материков. С прилегающими частями океанов. Евразия, Северная Америка. — 4-е, перераб. — М. : Просвещение, 1986. — 417 с.
- (рос.) Гвоздецкий Н. А. Карст. — М. : Мысль, 1981. — 214 с. — (Природа мира)
- (рос.) Гвоздецкий Н. А., Голубчиков Ю. Н. Горы. — М. : Мысль, 1987. — 400 с. — (Природа мира)
- (рос.) Географический энциклопедический словарь: географические названия / под. ред. А. Ф. Трёшникова. — 2-е изд., доп. — М. : Советская энциклопедия, 1989. — 585 с. — ISBN 5-85270-057-6.
- (рос.) Дорст Ж. Центральная и Южная Америка. — М. : Прогресс, 1977. — 318 с. — (Континенты, на которых мы живем)
- (рос.) Исаченко А. Г., Шляпников А. А. Ландшафты. — М. : Мысль, 1989. — 504 с. — (Природа мира) — ISBN 5-244-00177-9.
- (рос.) Каплин П. А., Леонтьев О. К., Лукьянова С. А., Никифоров Л. Г. Берега. — М. : Мысль, 1991. — 480 с. — (Природа мира) — ISBN 5-244-00449-2.
- (рос.) Словарь современных географических названий / под общей редакцией акад. В. М. Котлякова. — Екатеринбург : У-Фактория, 2006.
- (рос.) Литвин В. М., Лымарев В. И. Острова. — М. : Мысль, 2010. — 288 с. — (Природа мира) — ISBN 978-5-244-01129-6.
- (рос.) Лобова Е. В., Хабаров А. В. Почвы. — М. : Мысль, 1983. — 304 с. — (Природа мира)
- (рос.) Максаковский В. П. Географическая картина мира. Книга I: Общая характеристика мира. — М. : Дрофа, 2008. — 495 с. — ISBN 978-5-358-05275-8.
- (рос.) Максаковский В. П. Географическая картина мира. Книга II: Региональная характеристика мира. — М. : Дрофа, 2009. — 480 с. — ISBN 978-5-358-06280-1.
- (рос.) Британские Виргинские Острова // Поспелов Е. М. Топонимический словарь. — М. : АСТ, 2005. — 229 с. — ISBN 5-17-016407-6.
- (рос.) География / под ред. проф. А. П. Горкина. — М. : Росмэн-Пресс, 2006. — 624 с. — (Современная иллюстрированная энциклопедия) — ISBN 5-353-02443-5.
- (рос.) Физико-географический атлас мира. — М. : Академия наук СССР и ГУГК СССР, 1964. — 298 с.
- (рос.) Энциклопедия стран мира / глав. ред. Н. А. Симония. — М. : НПО «Экономика» РАН, отделение общественных наук, 2004. — 1319 с. — ISBN 5-282-02318-0.